# Martello di Thor (monumento)

Silhouette raffigurante il rapporto di dimensioni tra uomo e monumento

Il martello di Thor è una formazione rocciosa artificiale a forma di T, alta 3,3 metri, situata lungo il fiume Arnaud nella penisola di Ungava, Québec, Canada. Fu scoperta nel 1964 da un archeologo secondo cui fu eretta dai Vichinghi. Egli chiamò il monumento "martello di Thor", facendo riferimento alla cultura norrena. Oggi alcuni studiosi credono che si tratti più probabilmente di un artefatto Inuit, un inukshuk o pietra miliare.

## Descrizione
Il martello è formato da tre rocce impilate: un pilone verticale, un pezzo a croce ed uno sulla sommità. La colonna verticale misura circa 2 metri di altezza; la croce è larga 1,3 metri, e il terzo pezzo è alto 40 centimetri. L'intero monumento è alto 3,3 metri; e il suo peso è stato stimato in 1800 chili.
Si trova sulla riva settentrionale del fiume Arnaud (un tempo noto come fiume Payne), circa 23 km sopra Payne Bay, vicino alla costa occidentale della baia di Ungava, nella penisola di Ungava.

## Scoperta
Il monumento fu scoperto nel 1964 dall'archeologo Thomas Edward Lee nel corso di una spedizione antropologica ad Ungava. Era in piedi da molto tempo, e nessuno nella zona sapeva chi l'avesse eretto. Secondo la tradizione Inuit, era anteriore al loro arrivo nella zona. Lee disse che sembrava di aspetto europeo, e lo considerò la prova del fatto che i norreni avessero abitato la regione di Ungava circa 1000 anni prima. Lee notò la somiglianza con un martello, per cui lo chiamò "martello di Thor".
A causa dell'aumentata conoscenza e dell'apprezzamento per la cultura Inuit, gli studiosi contemporanei lo considerano un inukshuk, una pietra miliare, eretta dagli Inuit.